# Hamr na Jezeře
Hamr na Jezeře (deutsch Hammer am See) ist eine Gemeinde des Okres Česká Lípa in der Region Liberec im Norden der Tschechischen Republik, südlich des Lausitzer Gebirges. Sie liegt im Tal des Flüsschens Ploučnice (Polzen) zwei Kilometer östlich von Stráž pod Ralskem (Wartenberg).

## Geschichte
Im 16. Jahrhundert wurde die Siedlung bei einem Eisenhammer begründet. Um das nötige Betriebswasser für den Hammer bereitzustellen, wurde ein Stausee angelegt, der heute als Hammersee bekannt ist. An den nahen Erhebungen Děvín (Dewin) und Hamerský Špičák (Hammer Spitzberg) sowie in der weiteren Umgebung wurden die dort verarbeiteten Eisenerze einst abgebaut. Ab der Mitte des 19. Jahrhunderts bildete Hammer eine Gemeinde im Gerichtsbezirk Niemes bzw. im Bezirk Böhmisch Leipa.
Vor 1945 war der Ort als Kurort bekannt und nannte sich Bad Hammer am See. Ab 1963 lag der Ort im Uranabbaugebiet von Stráž pod Ralskem. Dieser Bergbau wurde 1996 eingestellt. Aus Sicherheitsgründen musste in dieser Zeit der See abgelassen werden; der Ort verlor seine touristische Bedeutung. In den Jahren 1994/95 wurde der Staudamm saniert und der See wieder angestaut.

## Gemeindegliederung
Die Gemeinde Hamr na Jezeře besteht aus den Ortsteilen Břevniště (Merzdorf),  Hamr na Jezeře (Hammer am See) und Útěchovice (Audishorn). Grundsiedlungseinheiten sind Břevniště, Hamr na Jezeře, Hutník und Útěchovice.
Das Gemeindegebiet gliedert sich in die Katastralbezirke Břevniště pod Ralskem und Hamr na Jezeře.

## Persönlichkeiten
- Fritz Lisetti (1889–1985), österreichischer Zauberkünstler

## Bilder aus Hammer am See

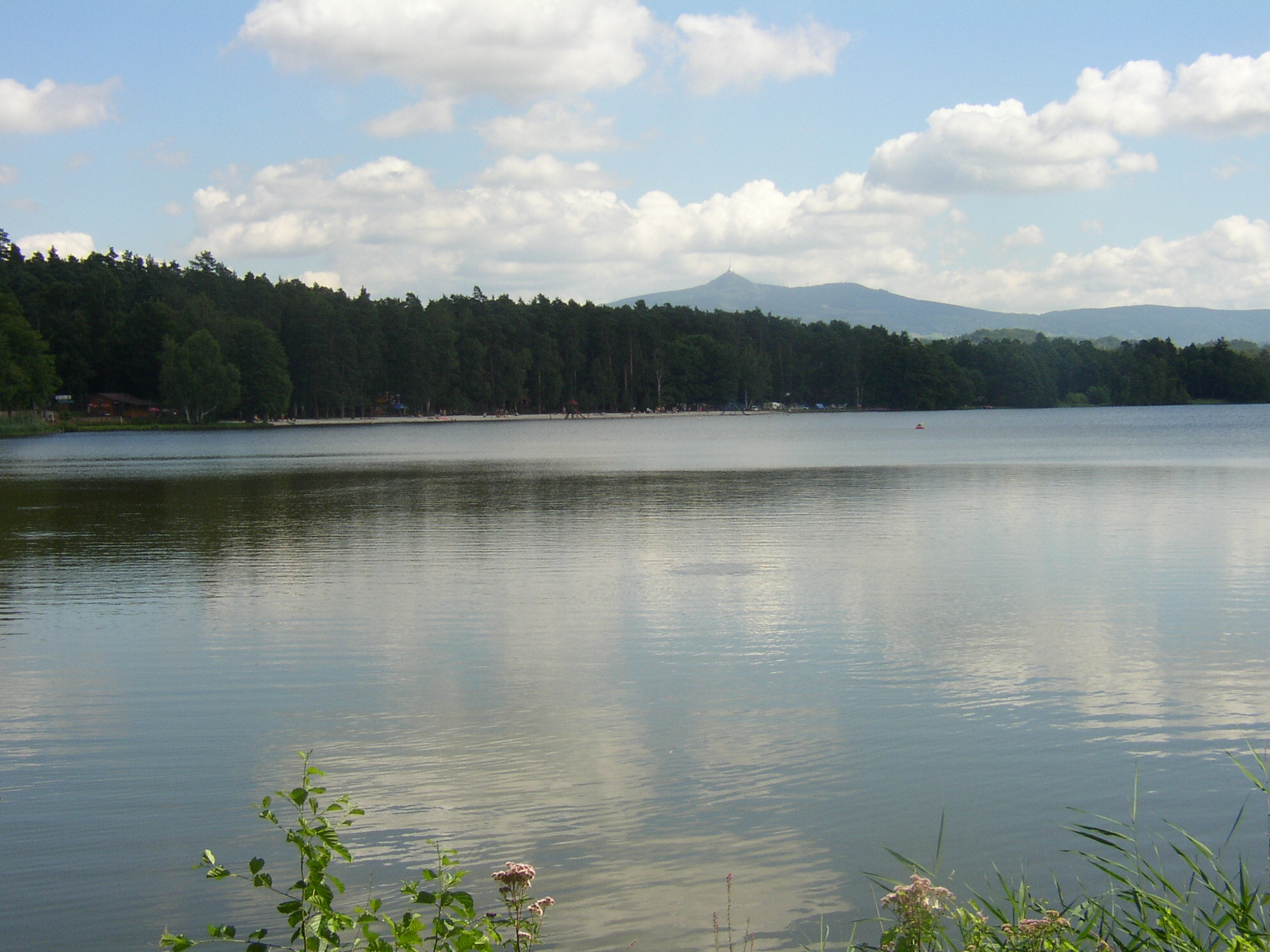
Hammersee, im Hintergrund der Ještěd (Jeschken)
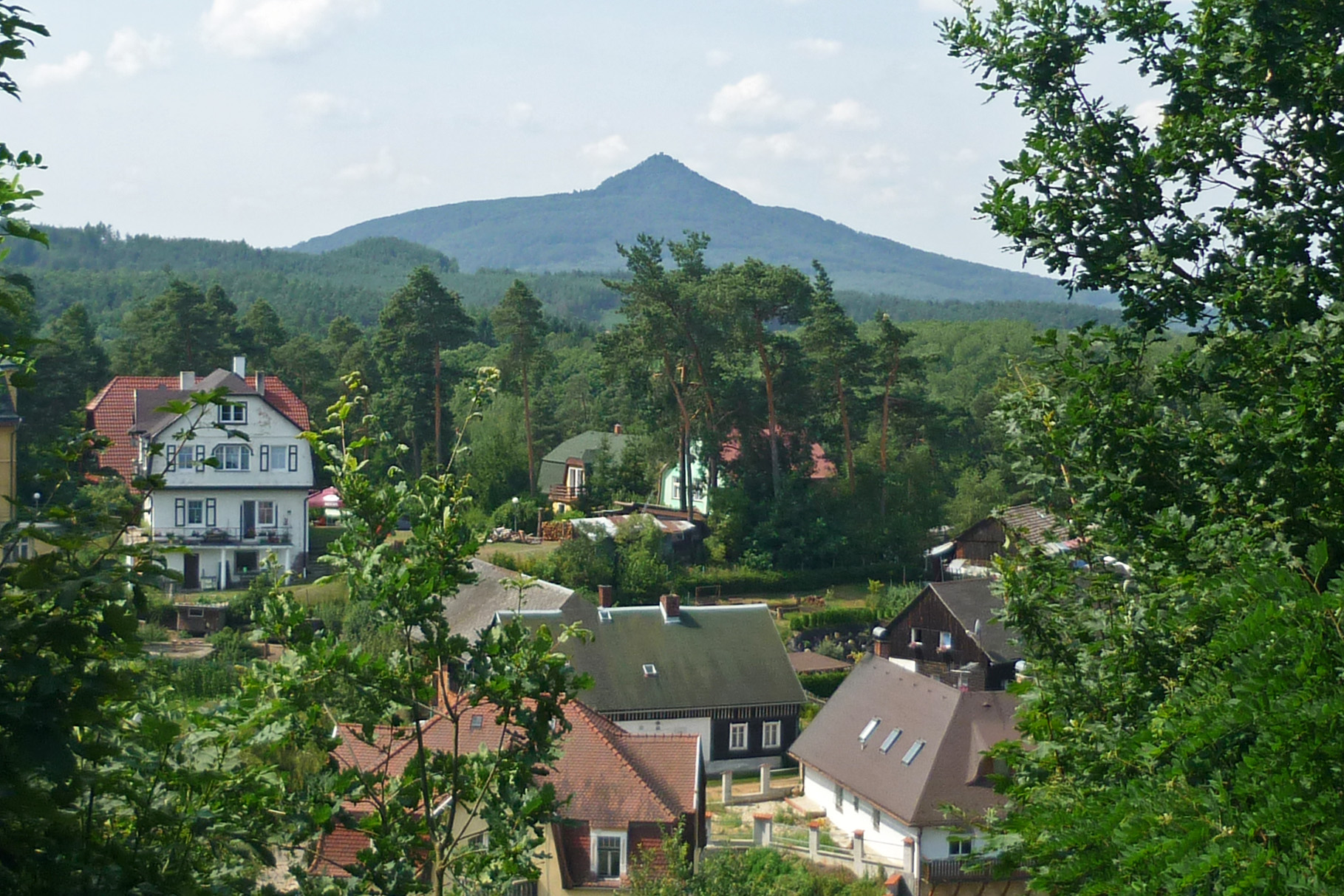
Blick auf Hammer am See und den Roll (Ralsko)
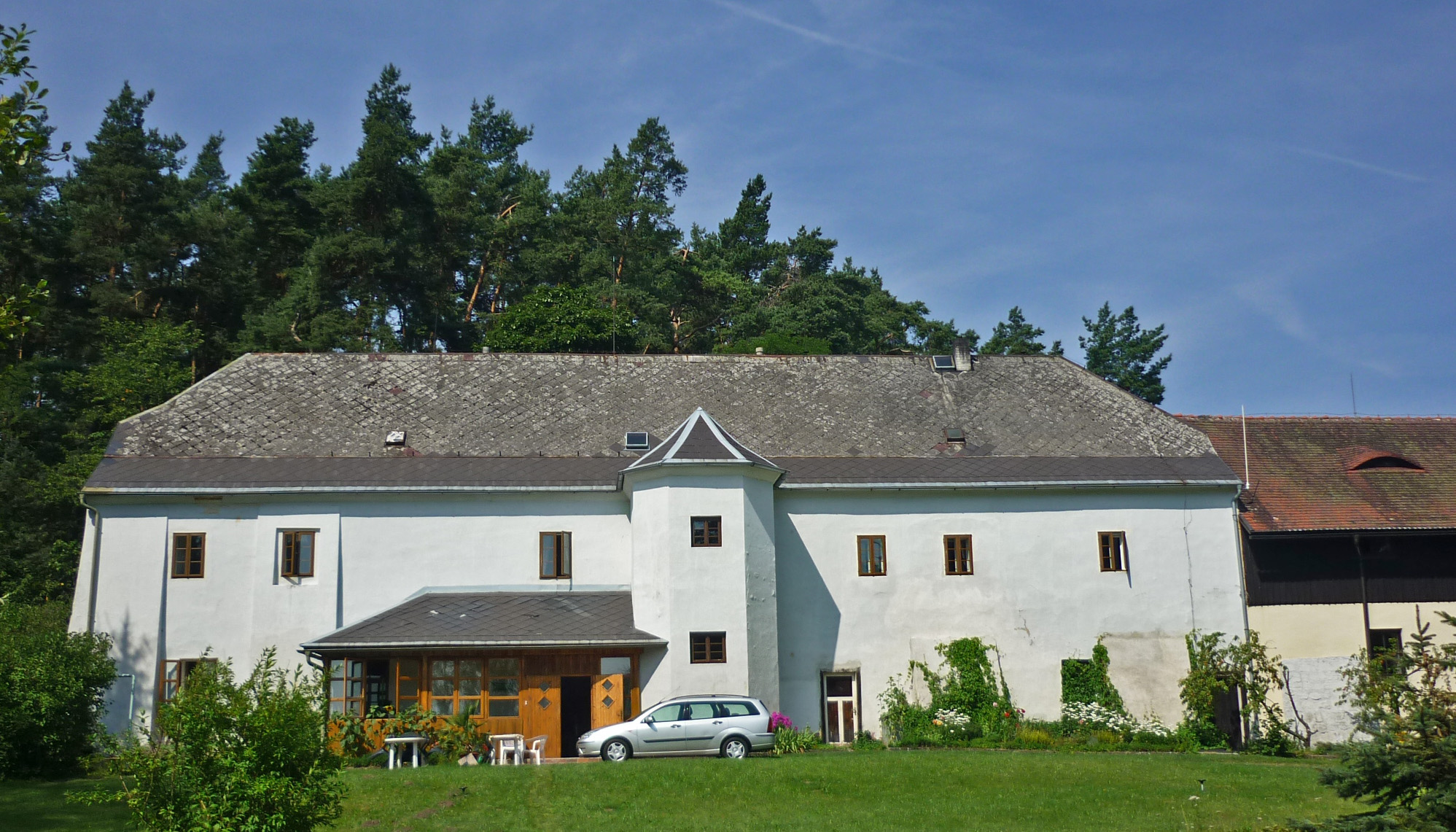
Herrenhaus in Hammer